# Szübarisz
Szübarisz nevezetes ókori görög város Calabria tengerpartján, a Crati folyó torkolatvidékén, melyet akháj telepesek alapítottak i. e. 720-ban. A város virágzó kereskedelme által, melyet különösen Kis-Ázsia felé folytatott, igen gyorsan fellendült. Hatalmának tetőpontján 25 más város felett uralkodott, s noha lakosainak száma nem haladta meg a 100 000-et, a Krotón ellen vívott háborúban mégis 300 000 katonát volt képes kiállítani. Szübariszt i. e. 510-ben a krotóni seregek elpusztították. Lakosainak egy része elmenekült és i. e. 443-ban nem messze a régi várostól egy új várost, Thurioit (latinul Thurii) alapítottak. Az egykori város romjai ma Cassano all’Ionio község területéhez tartoznak. Szübarisz adta a nevét a környező tengerparti síkságnak (Szübariszi-síkság).